# Jacopo Berengario da Carpi

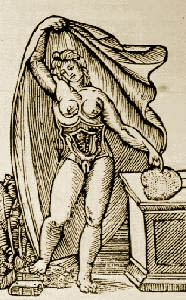
Placa anatómica de Jacopo Berengario da Carpi que representa a una mujer embarazada con el útero abierto

Jacopo Berengario da Carpi (también conocido como Jacobus Berengarius Carpensis, Jacopo Barigazzi, Giacomo Berengario da Carpi o simplemente Carpus ; c. 1460 - c. 1530) fue un médico italiano. Su libro "Isagoge breves" publicado en 1522 lo convirtió en el anatomista más importante antes de Andreas Vesalius.

## Primeros años
Jacopo Berengario da Carpi era hijo de un cirujano. De joven ayudó a su padre en el trabajo quirúrgico, y sus habilidades quirúrgicas se convirtieron en la base de su trabajo posterior como médico. En su adolescencia, a través de la asociación de su familia con Lionello Pio, Berengario quedó bajo la tutela del gran impresor humanista, Aldo Manuzio, quien llegó a Carpi para ser tutor de Alberto III Pio, Príncipe de Carpi y aparentemente incluyó a Berengario en su instrucción. En la década de 1480, Berengario asistió a la universidad en Bolonia y recibió su título de médico en 1489.

## Fama a través de la curación del mercurio para la sífilis
Después de obtener su título, Berengario regresó con su padre y lo ayudó con su práctica quirúrgica por un corto tiempo, pero la afluencia de la "enfermedad francesa" en 1494 brindó a Berengario la oportunidad de avanzar en su carrera como médico. Viajando a Roma, trató a varios pacientes que padecían la dolencia. A juzgar por un relato ciertamente parcial, su trabajo en Roma fue una mezcla de éxito financiero y fracaso médico. Como se cita en la introducción de Lind al Isagoge, Benvenuto Cellini proporcionó un relato mordaz de la práctica de Berengario de tratar la sífilis con dosis de mercurio mientras cargaba "cientos de coronas" pagadas por adelantado. Berengario aparentemente desarrolló una reputación lo suficiente como para que el Papa lo invitara a su servicio, pero rechazó la oferta y abandonó Roma poco después.

## Anatomía en Bolonia

Isagogae

Poco después de su trabajo en Roma, fue nombrado Maestro nello Studio en Bolonia, una universidad cuyos profesores rara vez eran extranjeros y solo cuando eran académicos de considerable reputación. La reputación y las conexiones personales de Berengario con poderosos mecenas eran bastante sólidas. En 1504, el Papa le otorgó la ciudadanía boloñesa y se le pidió que tratara a pacientes distinguidos en varias ocasiones, incluidos Alessandro Soderini (pariente de un cardenal y parte de la familia Medici) en 1513 y Lorenzo de 'Medici, duque de Urbino en 1517. Junto con su reputación, Berengario aumentó su riqueza convirtiéndose en coleccionista de una variedad de obras de arte, incluida una estatua romana, una pintura atribuida a Rafael y un par de jarrones de Cellini y, finalmente, una casa lo suficientemente grande como para albergarlos a todos.
Según todos los informes, Berengario era un maestro popular y un consumado cultivador de amigos poderosos. Los registros oficiales de la universidad indican su éxito como profesor sobre uno de sus compañeros. Era lo suficientemente experto en diplomacia como para ser nombrado cirujano de la corte del duque de Ferrara en 1529, a pesar de haber sido condenado a pagar una multa o que le cortaran la nariz en 1500 por hablar groseramente de esa corte ducal. La personalidad de Berengario se caracteriza comúnmente por citar su tendencia a la confrontación violenta. En 1511 atacó y robó un estipendio del Papa. También en 1511 atacó a un médico que se refugió en una casa cercana. La esposa del dueño de la casa resultó herida en el proceso. En 1520, por razones no muy claras, Berengario junto con un séquito atacaron la casa de Zambelli Petenghi con la intención de apoderarse de ella y matar a su dueño. Al no poder entrar, se vio obligado a contentarse con dañar la casa. Al parecer, debido a sus conexiones personales, quedó impune por cualquiera de sus fechorías.

## Legado
El registro editorial de Berengario comenzó en 1514 con una edición de Mondino. En 1518 publicó su De fractura cranei y en 1521 su Comentario sobre Mondino . El Comentario fue luego complementado por Isagogae Breves en 1522, que era una versión muy condensada de la misma obra "para el uso común de todos los hombres buenos".
Berengario hizo varios avances importantes en anatomía, incluido el primer texto anatómico aumentado con ilustraciones, "Anatomia Carpi. Isagoge breves perlucide ac uberime, en Anatomiam humani corporis". Este libro enfatizó las versiones sensoriales sobre textuales de la verdad, un énfasis en la disección de cadáveres humanos, algunas primeras negaciones de la anatomía galénica basadas en la experiencia personal en la disección y una preferencia por la disección de numerosos cuerpos siguiendo un programa específico de investigación. Mientras que otros anatomistas afirmaron pocas disecciones reales a su nombre, en 1522 Berengario da Carpi afirmó haber anatomizado varios cientos de cuerpos. También negó la existencia del rete mirabile de Galen. Más tarde, Vesalio afirmó que fue el primero en hacerlo.

## Antología
- Berengario da Carpi, Jacopo (1530). Isagogae breues et exactissimae in anatomia humani corporis. Henricus Sybold.
- Berengario da Carpi, Jacopo (1521). Commentaria cum amplissimis additionibus super Anatomia Mundini.
- Berengario da Carpi, Jacopo (1651). De fractura Cranii, liber aureus.. Lugduni Batavorum, ex Officin Joannis Maire.